# Jorge Soubre
Jorge Soubre (Rio de Janeiro, 17 de junho de 1891 – 13 de outubro de 1934) foi um gravador brasileiro. Era sobrinho-neto dos irmãos Étienne Soubre e Charles Soubre . Seu pai, Étienne Jean Alexis, emigrou da Bélgica para o Brasil antes de seu nascimento.
Medalhista da Casa da Moeda do Brasil, é o autor da versão brasileira da Medalha Interaliada 1914-1918, comemorativa da vitória na Primeira Guerra Mundial.